# Canal de Suez
O canal de Suez (em árabe: قناة السويس Qanāt al-Suways) é uma via navegável artificial a nível do mar localizada no Egito, entre o mar Mediterrâneo e o mar Vermelho (golfo de Suez). Inaugurado em 17 de novembro de 1869, após 10 anos de construção, permite que navios viajem entre a Europa e a Ásia Meridional sem ter de navegar em torno de África, reduzindo assim a distância da viagem marítima entre o continente europeu e a Índia em cerca de 7 mil quilômetros. Na ponta norte do canal está Porto Saíde, onde existem duas saídas para o mar; no lado sul está a cidade de Suez, onde há uma saída para o mar. Ismaília está em sua margem oeste, a 3 km a partir da metade do canal. Em 2012, 17 225 navios atravessaram a passagem de Suez, uma média de 47 por dia.
Quando construído, o canal tinha 164 km de comprimento e 8 metros de profundidade. Depois de vários alargamentos, tem 193,30 km de comprimento, 24 m de profundidade e 205 metros de largura. A passagem consiste no canal de acesso norte de 22 km, do próprio canal de 162,25 km e do acesso sul, de 9 km.
O canal tem paradas na passagem de Ballah e no Grande Lago Amargo. A via não contém eclusas; a água do mar flui livremente através dela. Em geral, o canal a norte dos lagos amargos fluem para o norte no inverno e para o sul no verão. A sul dos lagos, as águas seguem a maré em Suez. O canal pertence e é mantido pela Autoridade do Canal do Suez (SCA) do governo do Egito. Nos termos da Convenção de Constantinopla, ele pode ser usado "em tempo de guerra como em tempo de paz, por todos os navios de comércio ou de guerra, sem distinção de bandeira".
Em agosto de 2014, foi iniciada a expansão da passagem de Ballah em 35 km, ao custo de 8,4 bilhões de dólares, para aumentar a capacidade do canal. O financiamento foi providenciado através da emissão de certificados de investimento exclusivamente para entidades e indivíduos egípcios. Esta expansão deve dobrar a capacidade do canal de Suez 49 para 97 navios por dia. O "Novo Canal de Suez", como a expansão foi apelidada, foi inaugurado em uma cerimônia no dia 6 de agosto de 2015.

## Precursores

### Antiguidade

Mapa do canal dos Faraós

Possivelmente no começo da XII Dinastia, o Faraó Sesóstris III (1878 - 1839 a.C.) deve ter construído um canal oeste-leste escavando através do Uadi Tumilate, unindo o rio Nilo ao mar Vermelho, para o comércio direto com Punt. Evidências indicam sua existência pelo menos no século XIII a.C. durante o reinado de Ramessés II. Mais tarde entrou em decadência, e de acordo com a História do historiador grego Heródoto, o canal foi escavado por volta de 600 a.C. por Necao II, embora Necao II não tenha completado seu projeto.
O canal foi finalmente completado em cerca de 500 a.C. pelo rei Dario I, o conquistador persa do Egito. Dario comemorou seu feito com inúmeras estelas de granito que ele ergueu às margens do Nilo, incluindo um próximo a Cabret, a 130 km de Suez, onde se lê:
Diz o rei Dario: Eu sou um persa. Partindo da Pérsia, conquistei o Egito. Eu ordenei que esse canal fosse escavado a partir do rio chamado Nilo que corre no Egito, até o mar que começa na Pérsia. Quando o canal foi escavado como eu ordenei, navios vieram do Egito através deste canal para a Pérsia, como era a minha intenção.
O canal foi novamente restaurado por Ptolomeu II Filadelfo por volta de 250 a.C. Nos 1 000 anos seguintes ele seria sucessivamente modificado, destruído, e reconstruído, até ter sido totalmente abandonado no século VIII pelo califa abássida Almançor.

## História

### Construção

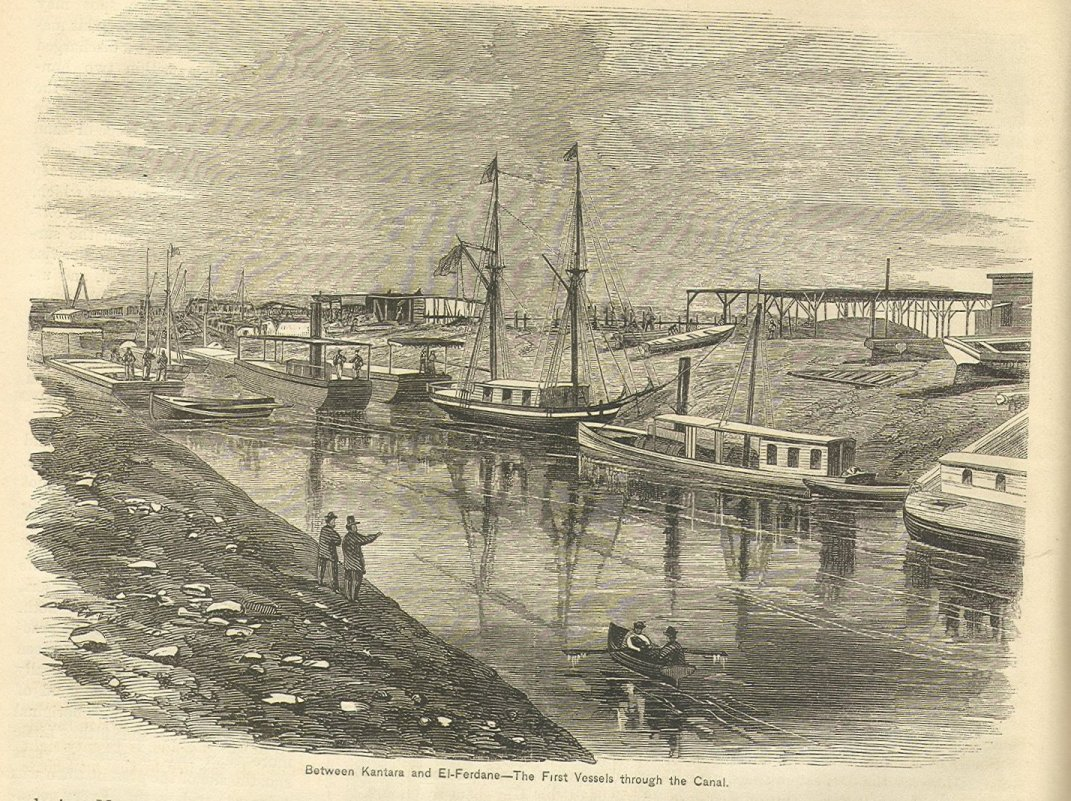
Uma das primeiras travessias do canal no século XIX

A companhia Suez de Ferdinand de Lesseps construiu o canal entre 1859 e 1869. No final dos trabalhos, o Egito e a França eram os proprietários do canal. Estima-se que 1,5 milhão de egípcios tenham participado da construção do canal e que 120 000 morreram, principalmente de cólera.
Em 17 de fevereiro de 1867, o primeiro navio atravessou o canal, mas a inauguração oficial foi em 7 de novembro de 1869. O imperador da França Napoleão III, não estava presente, estando enfermo, sendo representado pela sua esposa a imperatriz Eugenia, sobrinha do próprio Lesseps. Ao contrário da crença popular, a ópera Aida não foi encomendada ao compositor italiano Giuseppe Verdi para ser apresentada na inauguração, que só foi concluída e apresentada dois anos depois. Também esteve presente como jornalista convidado, o escritor português Eça de Queiroz escrevendo uma reportagem para o Diário de Notícias de Lisboa.
A dívida externa do Egito obrigou o país a vender sua parte do canal ao Reino Unido, que garantia assim sua rota para as Índias. Essa compra, conduzida pelo primeiro-ministro Disraeli, foi financiada por um empréstimo junto ao Banco Rotschild. As tropas britânicas instalaram-se às margens do canal para protegê-lo em 1882. A Convenção de Constantinopla (1888) estabeleceu a neutralidade do canal que, mesmo em tempos de guerra, deveria servir a qualquer nação. Mais tarde, durante a Primeira Guerra Mundial, os britânicos negociaram o Acordo Sykes-Picot, que dividia o Oriente Médio de modo a afastar a influência francesa do canal.

### Crise de Suez

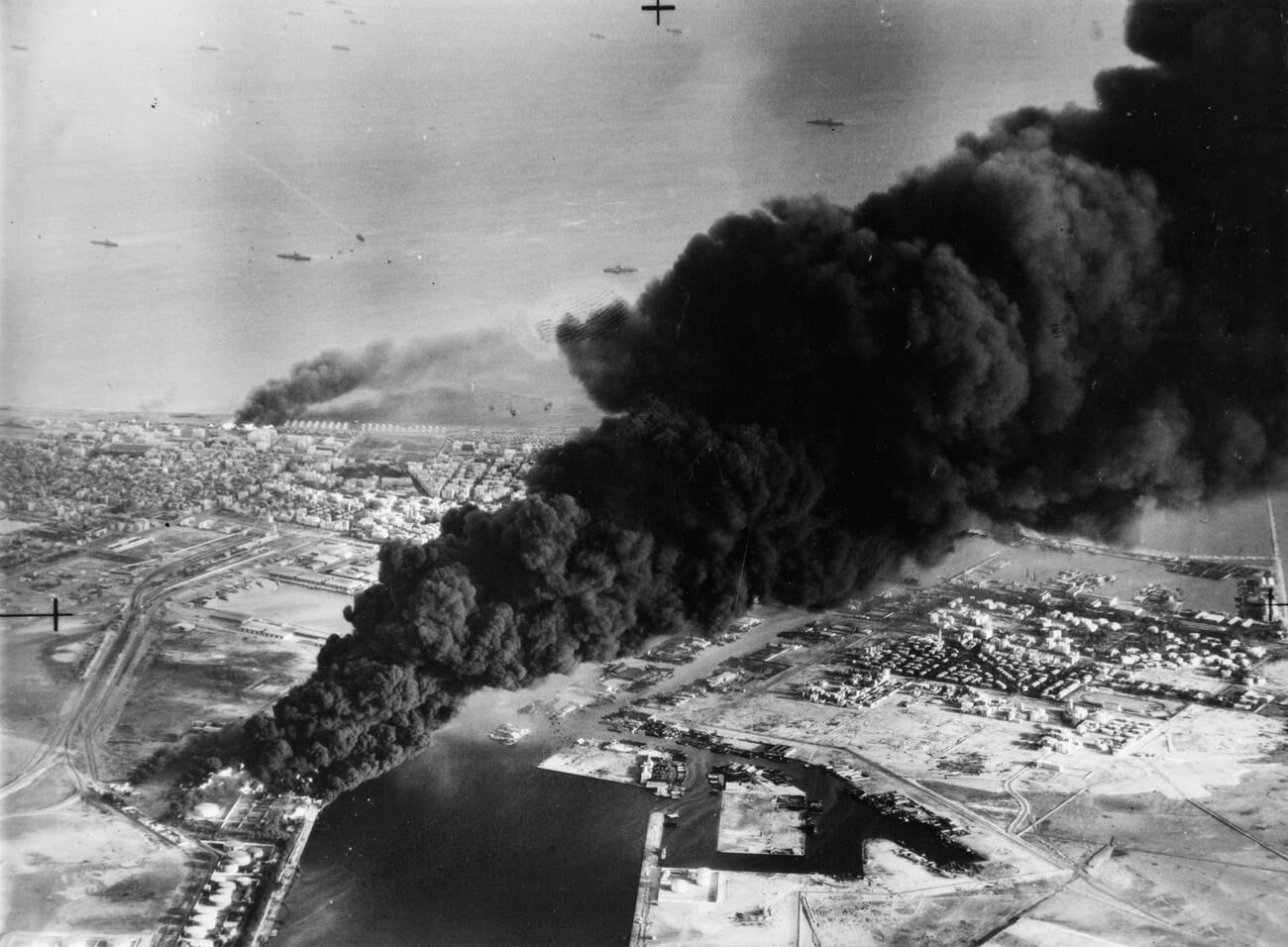
Fumaça de barris de petróleos atingidos durante o ataque anglo-francês em Porto Saíde, 5 de novembro de 1956.

Em 26 de julho de 1956, Gamal Abdel Nasser nacionalizou a companhia do canal com o intuito de financiar a construção da Barragem de Assuã, após a recusa dos Estados Unidos de fornecer os fundos necessários. Em represália, os bens egípcios foram congelados e a ajuda alimentar suprimida. Os principais acionários do canal eram, então, os britânicos e os franceses. Além disso, Nasser denuncia a presença colonial do Reino Unido no Oriente Médio e apoia os nacionalistas na Guerra da Argélia.
O Reino Unido, a França e Israel se lançam então numa operação militar, batizada Operação Mosqueteiro, em 29 de outubro de 1956. A Crise de Suez durou uma semana. A Organização das Nações Unidas (ONU) confirmou a legitimidade egípcia e condenou a expedição franco-israelo-britânica com uma resolução.
Com a Guerra dos Seis Dias em 1967, o canal permaneceu fechado até 1975, com uma força de manutenção da paz da ONU, a qual permaneceu lá estacionada até 1979. Após a Guerra do Yom Kipur, em 1973, o canal foi desminado pelas marinhas americana e britânica. O canal foi reaberto ao tráfego em 1975 pelo presidente egípcio Anwar Sadat. As fortificações do exército israelense ao longo do canal foram retiradas.

### Expansão

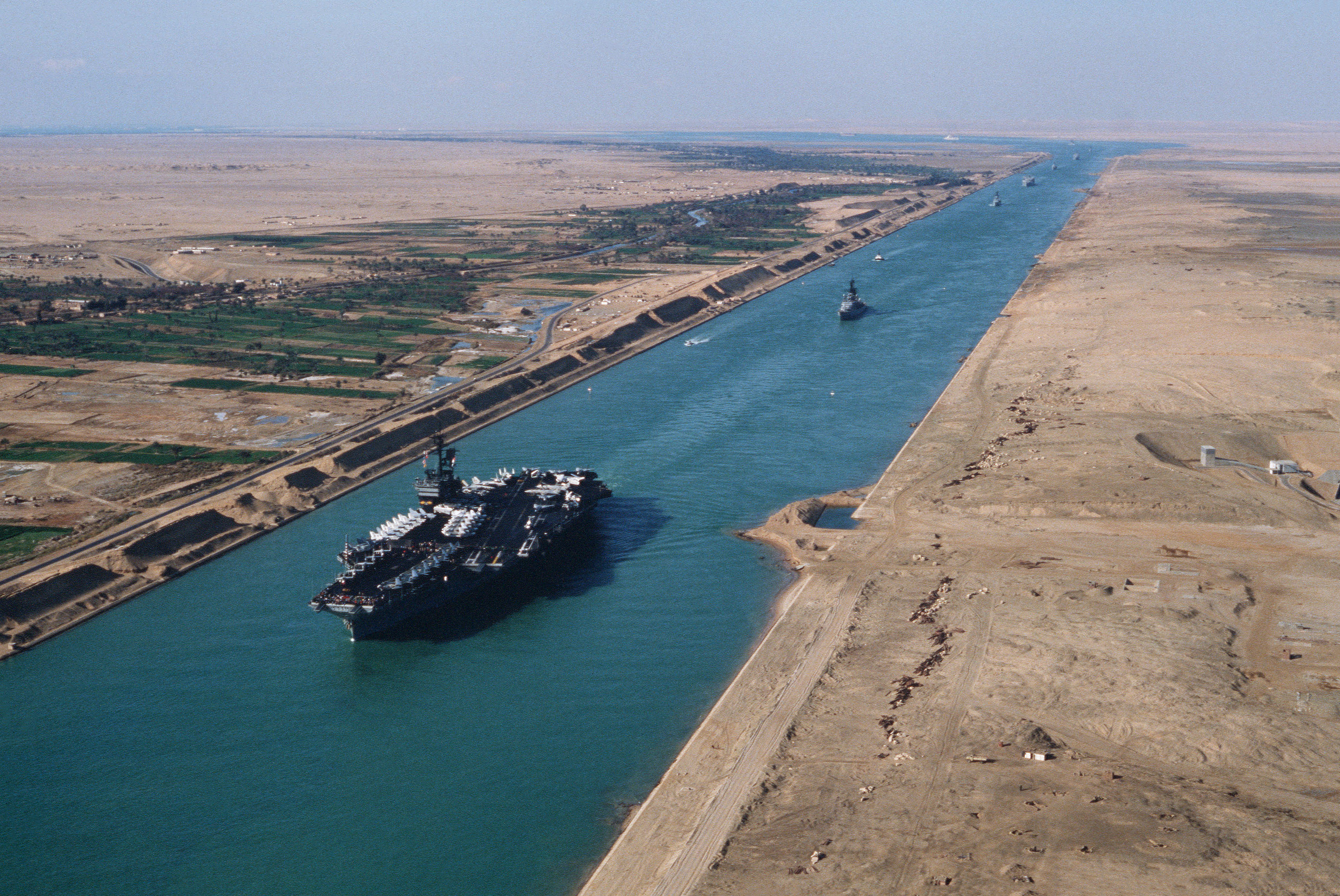
Porta-avião USS America (CV-66) cruzando o canal de Suez em 1981

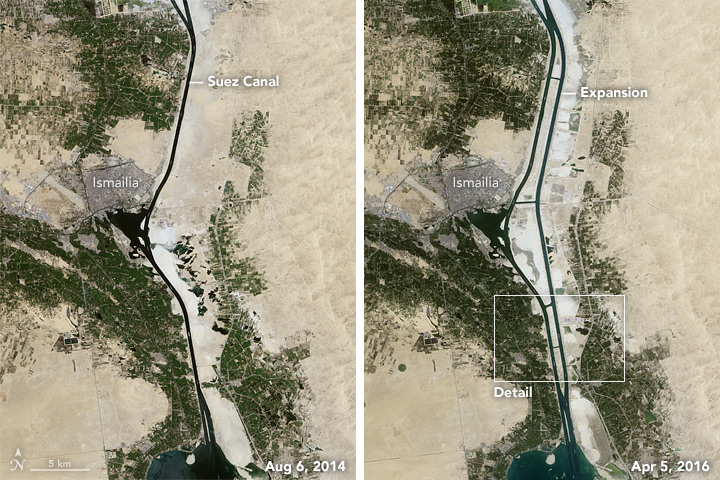
Imagem de satélite do canal de Suez antes e depois da expansão de 2015

Devido à intensa utilização, em meados do século XX foi apontada a necessidade de ampliação das dimensões do canal, de forma a permitir a passagem de maior quantidade de embarcações por dia. Em 1963 o governo norte-americano cogitou a possibilidade de escavar um novo canal em Israel, para servir como alternativa de navegação ao canal de Suez. Esse projeto envolvia a utilização de 520 bombas nucleares, totalizado a potência somada de 1,04 gigatoneladas, para detonar as rochas e abrir o caminho deste canal alternativo. Contudo, em decorrência de descobertas relacionadas à possibilidade de existência de contaminações radioativas remanescentes a longo termo após a detonação de bombas nucleares, a ideia foi abandonada.
Em 2015 foi inaugurada a expansão do canal de Suez, que permitirá dobrar até 2023 o fluxo diário de embarcações. Para tanto foi construída uma nova "faixa", de 35 km, paralela ao canal já existente, e a dragagem de um trecho de 37 km para torná-lo mais profundo e largo, permitindo a travessia de navios maiores. Os barcos podem agora viajar nas duas direções ao longo de todo o canal, numa viagem de onze horas, diminuindo em sete horas do tempo atual.
A obra permitirá, segundo estimativas do governo, um aumento na arrecadação de 5,3 bilhões de dólares para 13,2 bilhões de dólares até 2023, enquanto espera-se que comporte um número maior de embarcações que cruzam o canal por dia de 49 para 97. Tais projeções, no entanto, sofrem críticas de especialistas que só enxergam possibilidade de confirmação caso o comércio mundial tenha um crescimento anual de 9%.

### Bloqueio de 2021

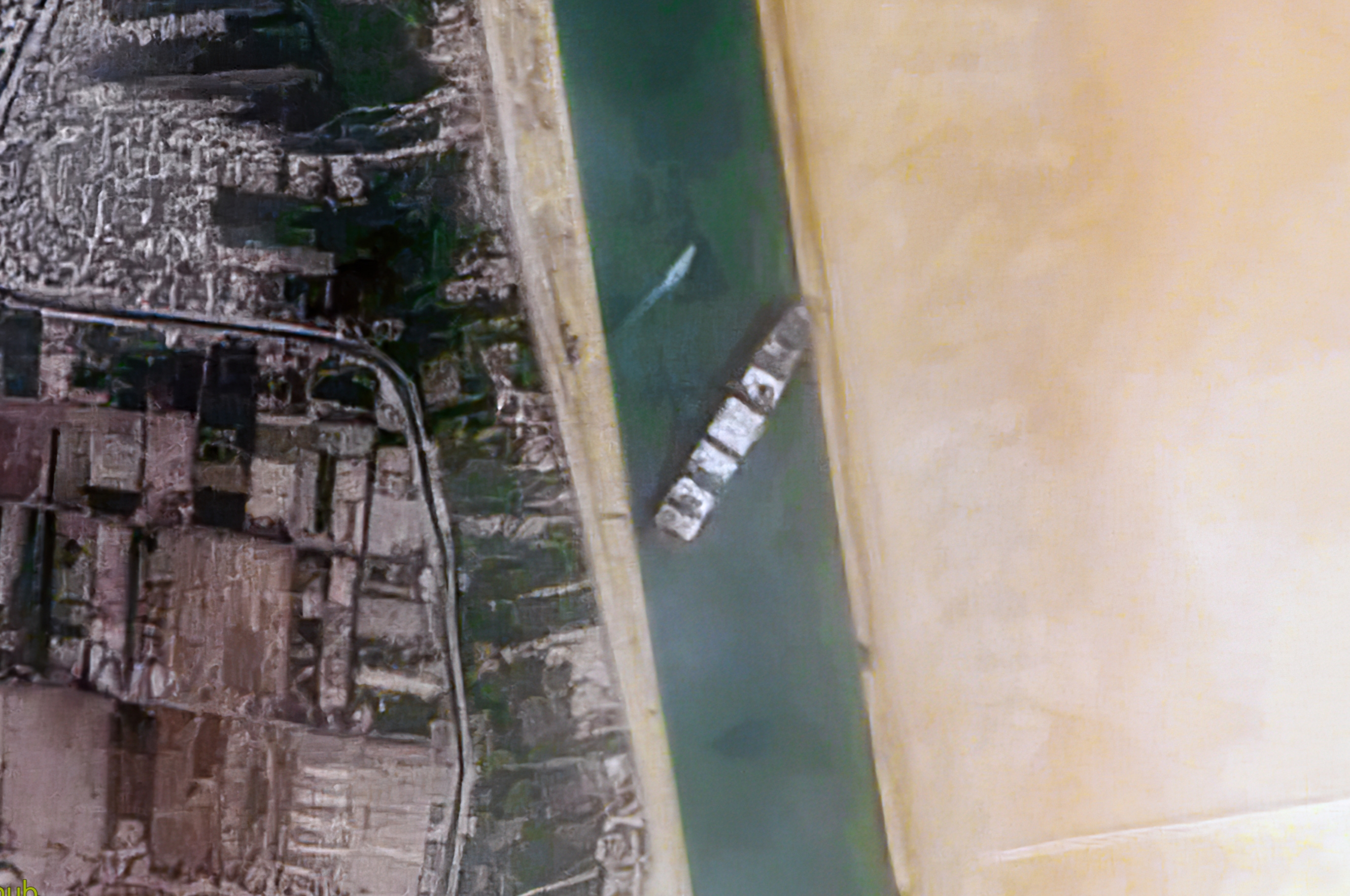
Imagem de satélite do Ever Given bloqueando o canal de Suez

No dia 23 de março de 2021, por volta das 05h40 UTC (07h40 hora local no Egito), o Canal de Suez foi bloqueado em ambos os sentidos por um navio cargueiro de 220 mil toneladas e 400 metros de comprimento, chamado Ever Given O navio, operado pela Evergreen Marine, estava a caminho da China para a Holanda quando encalhou depois que, alegadamente, uma forte rajada de vento o tirou do curso. Ao encalhar, Ever Given virou de lado, bloqueando completamente o canal.
Embora haja uma seção mais antiga do canal que poderia ter ajudado a contornar a obstrução, este incidente em particular aconteceu em uma seção do canal com apenas uma passagem. A obstrução gerou um congestionamento no tráfego de navios na região e causou discussões sobre impactos econômicos na Europa, com diversas empresas cargueiras considerando fazer a rota do cabo da Boa Esperança dando a volta na África.
No dia 29 de março de 2021 às 4h30 (horário local), o navio foi desencalhado dos sedimentos e voltou a flutuar. A agência de governo do Egito que gerencia o Canal de Suez informou que a navegação foi liberada às 19h00 do mesmo dia. As perdas econômicas ligadas direta ou indiretamente ao fechamento do canal podem ter passado dos US$ 50 bilhões (300 bilhões de reais).

## Características
Quando construído, o canal tinha 164 km de comprimento e 8 m de profundidade. Após vários alargamentos, tem 193,30 km de comprimento, 24 m de profundidade e 205 metros de largura. Consiste no canal de acesso norte de 22 km, o canal propriamente dito de 162,25 km, e o canal de acesso sul, de 9 km.
O chamado Novo Canal de Suez, em funcionamento desde 6 de agosto de 2015, atualmente possui um novo canal paralelo na parte central com mais de 35 km de comprimento. Os parâmetros atuais do Canal de Suez, incluindo ambos os canais individuais da seção paralela são: profundidade de 23 a 24 metros e largura de pelo menos 205 a 225 metros (largura medida em 11 metros de profundidade).

### Navegação
Espera-se que os navios que se aproximam do canal pelo mar transmitam o rádio ao porto quando estiverem a menos de quinze milhas da marca de águas limpas perto de Porto Saíde. O canal não tem eclusas devido ao terreno plano e a pequena diferença do nível do mar entre cada extremidade é irrelevante para o transporte marítimo. Como o canal não tem comportas marítimas, os portos nas extremidades estariam sujeitos ao impacto repentino dos tsunamis do Mar Mediterrâneo e do Mar Vermelho, de acordo com um artigo de 2012 no Journal of Coastal Research.
Há uma rota de navegação com áreas de passagem em Ballah perto de El Qantara e no Grande Lago Amargo. Em um dia normal, três comboios transitam pelo canal, dois para o sul e um para o norte. A viagem dura entre 11 e 16 horas a uma velocidade de cerca de 15 km. A baixa velocidade ajuda a prevenir a erosão das margens pelas esteiras dos navios. Em 1955, cerca de dois terços do petróleo da Europa passava pelo canal. Cerca de 8% do comércio marítimo mundial é realizado através do canal. Em 2008, 21 415 embarcações passaram pelo canal e as receitas totalizaram 5,381 bilhões de dólares, com um custo médio de 251 mil dólares por navio.

### Capacidade

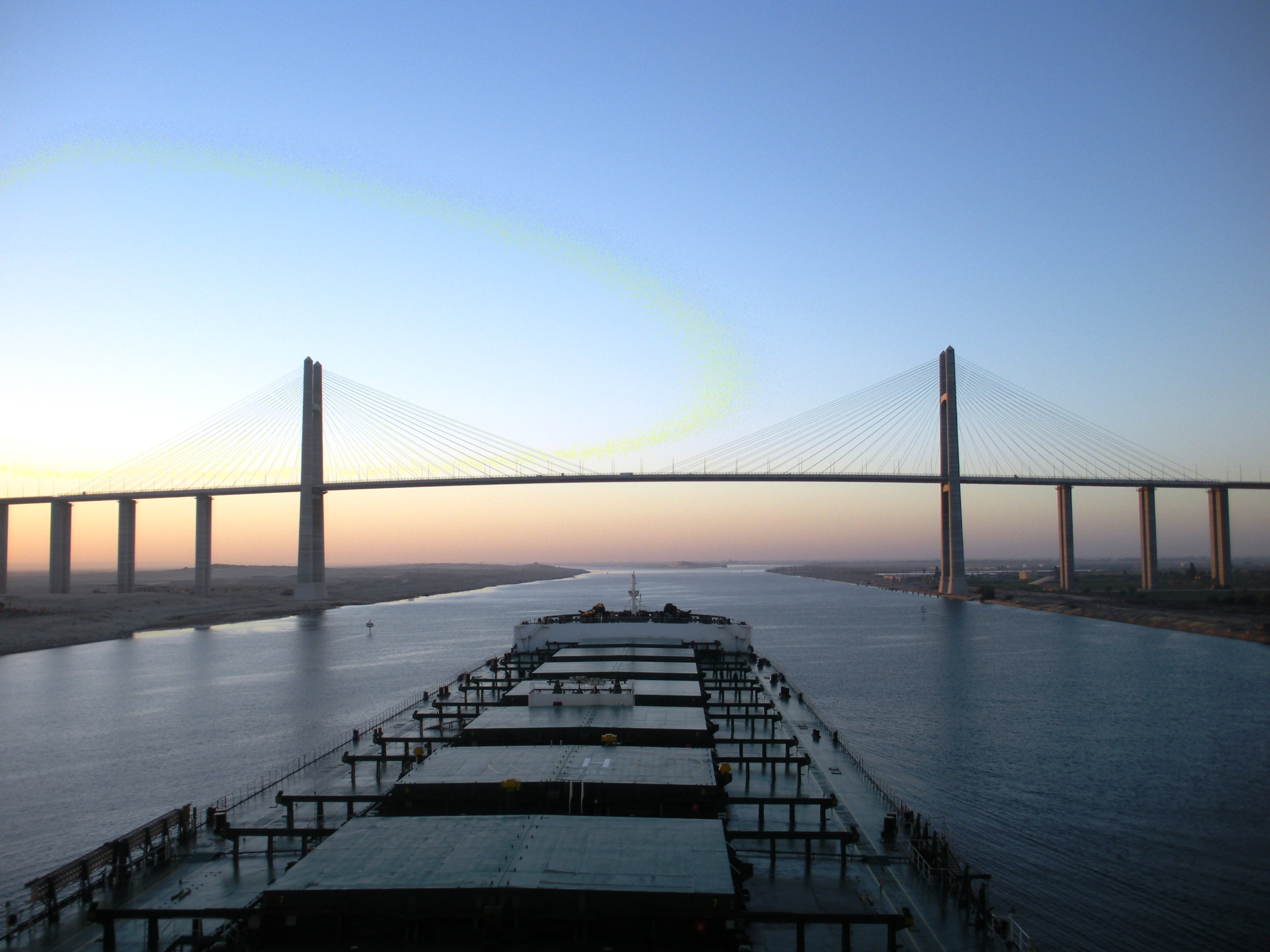
Navio Suezmax passando pela Ponte do Canal de Suez

O canal permite a passagem de navios com calado de até 20 m ou 240 000 toneladas de porte bruto e até uma altura de 68 m acima do nível da água e uma boca máxima de 77,5 m sob certas condições. O canal pode receber mais tráfego e navios maiores do que o Canal do Panamá, pois as dimensões do Suezmax são maiores do que o Panamax. Alguns superpetroleiros são grandes demais para atravessar o canal. Outros podem descarregar parte de sua carga em um navio do canal para reduzir o calado, o trânsito e recarregar na outra extremidade do canal.

### Operação
Antes de agosto de 2015, o canal era estreito demais para o tráfego de mão dupla livre, então os navios passavam em comboios e usavam desvios. Os desvios eram 78 km dos 193 km (40%). De norte a sul, eles são as entradas de 36,5 km de Porto Saíde, a entrada e o ancoradouro de 9 km de Ballah, a entrada de 5 km de Timsá, e a entrada de 27,5 km da Base Aérea de Deversoir (na extremidade norte do Grande Lago Amargo). Os desvios foram concluídos em 1980. Normalmente, um navio levaria de 12 a 16 horas para transitar pelo canal. A capacidade do canal em 24 horas era de cerca de 76 navios.
Em agosto de 2014, o Egito escolheu um consórcio que inclui o exército egípcio e a empresa de engenharia global Dar Al-Handasah para desenvolver um centro industrial e de logística internacional na área do Canal de Suez e iniciou a construção de uma nova seção de canal do km 60 ao km 95, combinado com a expansão e escavação profunda dos outros 37 km do canal. Isso permitiu a navegação em ambas as direções simultaneamente na seção central de 72 km do canal. Essas extensões foram abertas formalmente em 6 de agosto de 2015 pelo presidente Al-Sisi.

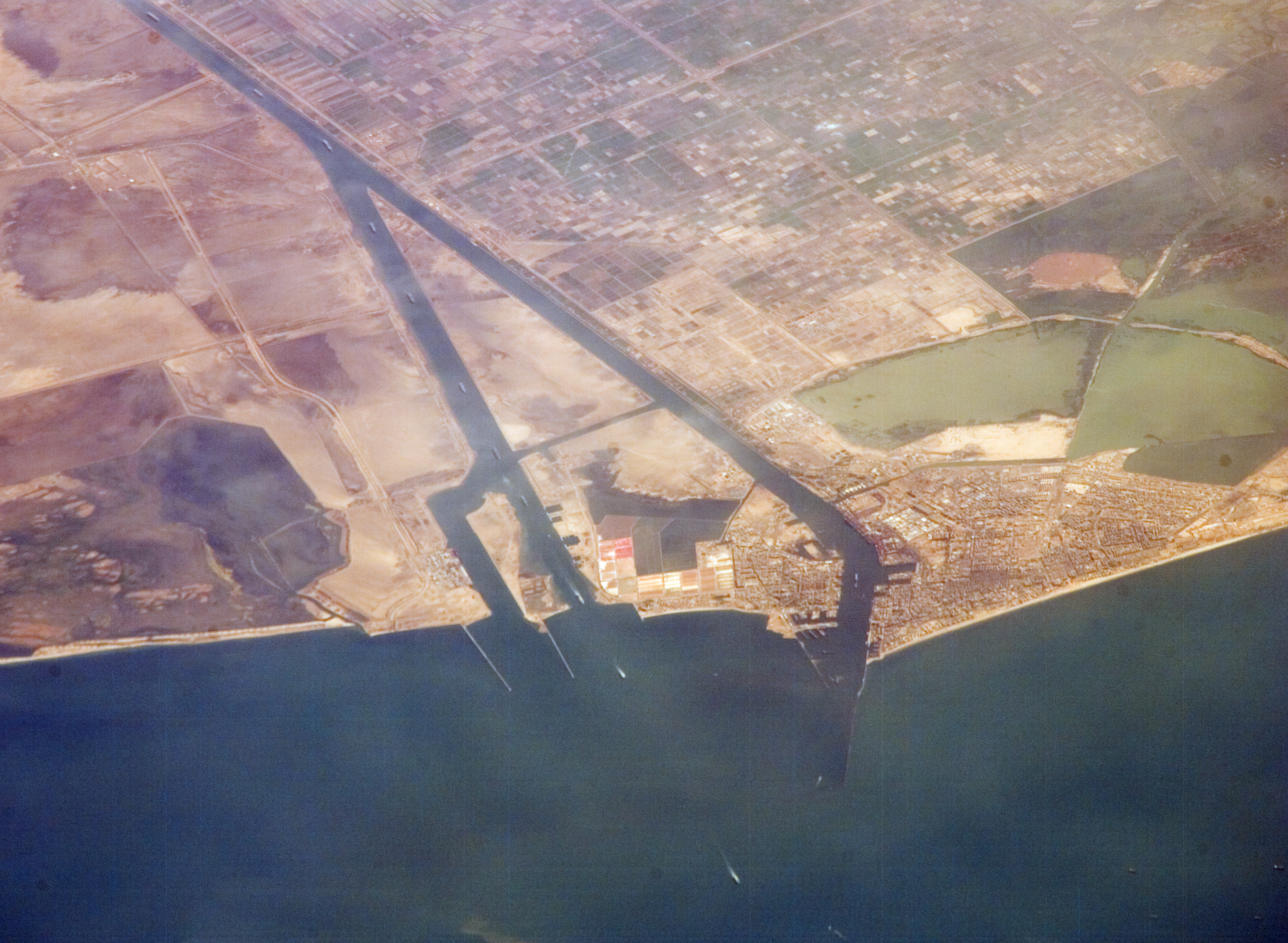
Acesso norte, em Porto Saíde
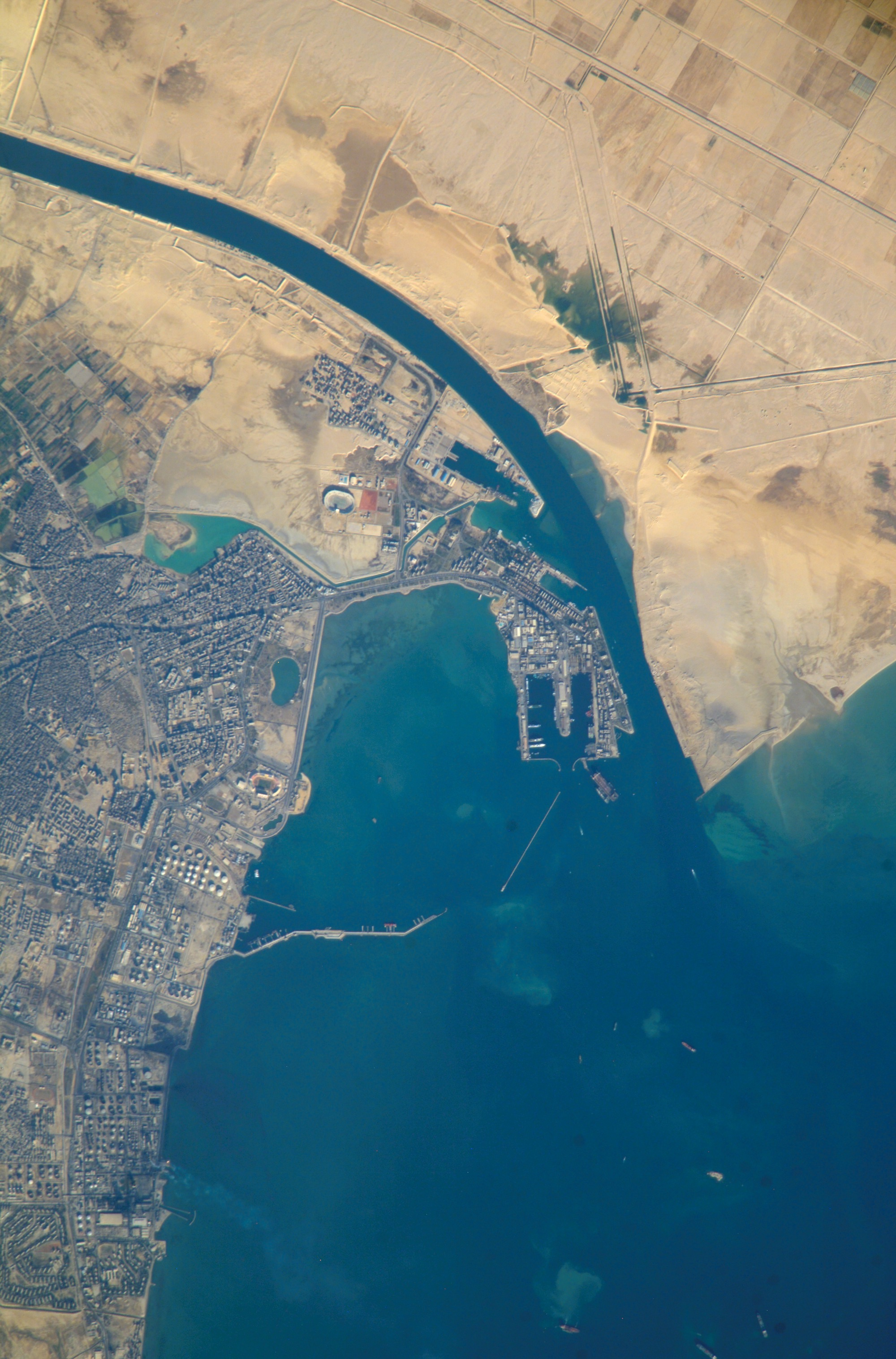
Acesso sul, no golfo de Suez
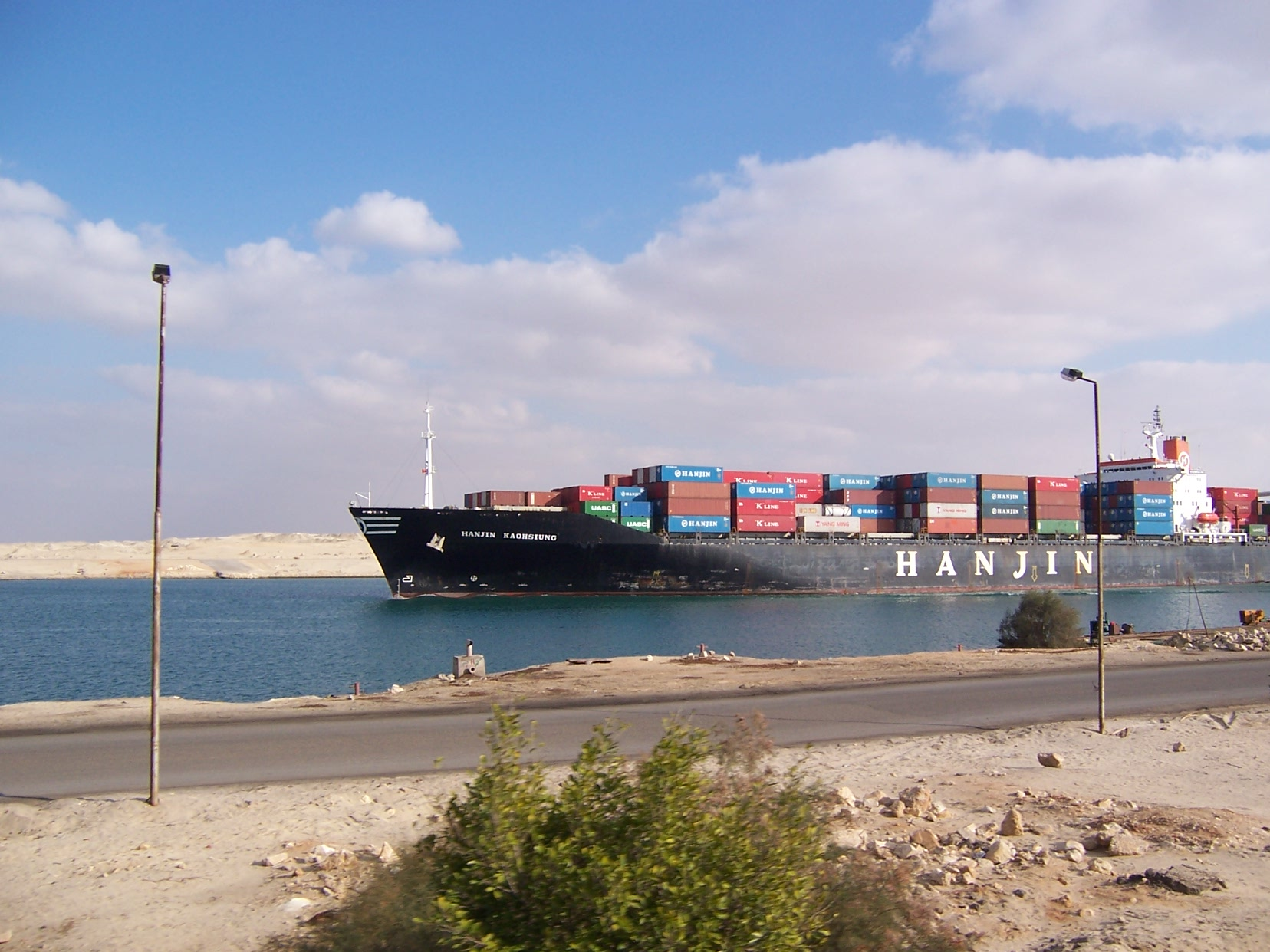
Navio mercante cruzando o canal
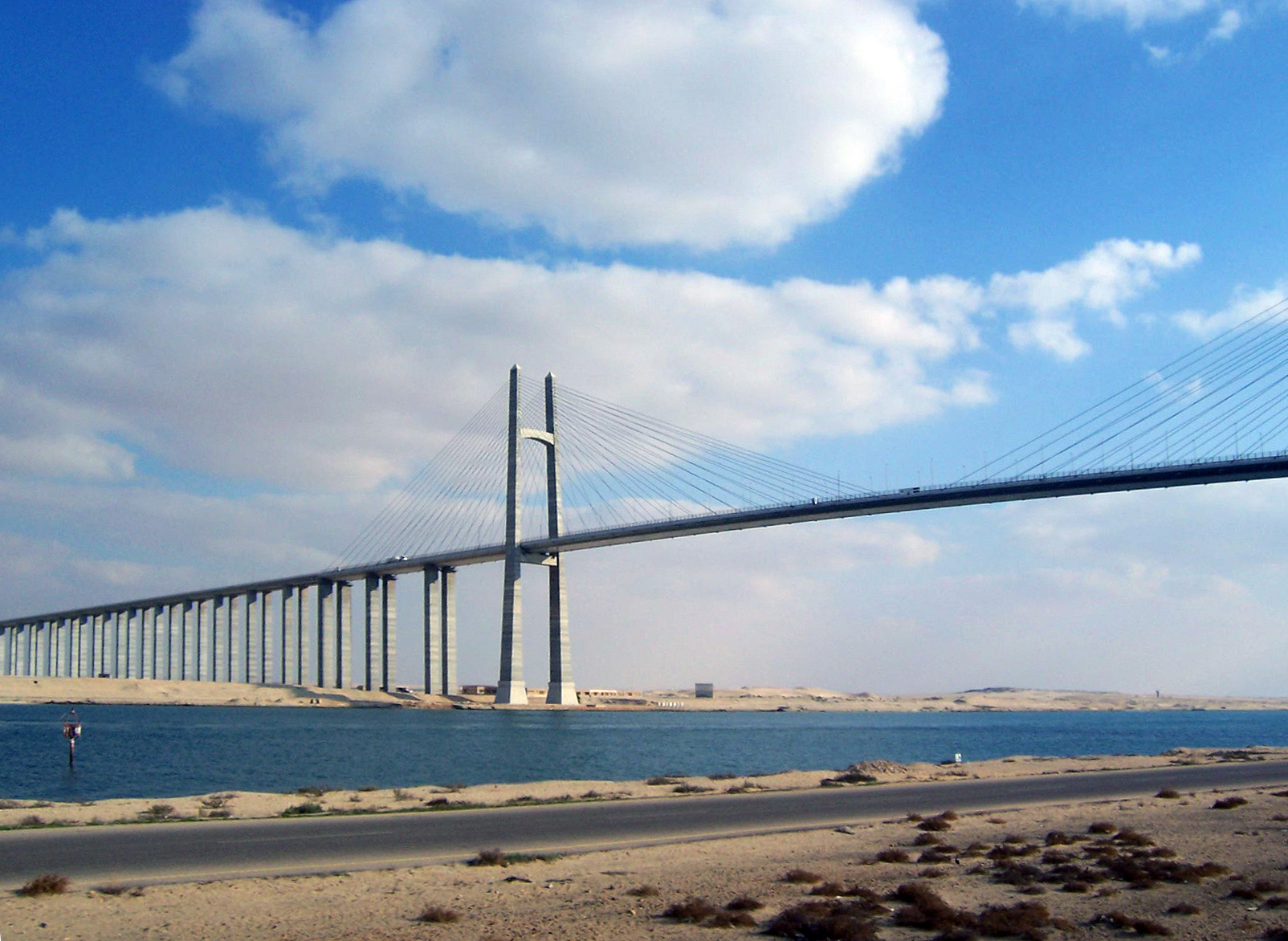
Ponte do Canal de Suez